# 王企堂
王企堂（？—？），直隶雄县（今河北雄县）人，是一名清朝政治人物。
雍正七年，接替高式矩。擔任江蘇荆溪縣知縣。后由魯弘瑜接任。王企堂曾于1735年接替施士箴任奉贤县知县一职，1737年由劳启铿接任。